# Peter Lippert (Jesuit)

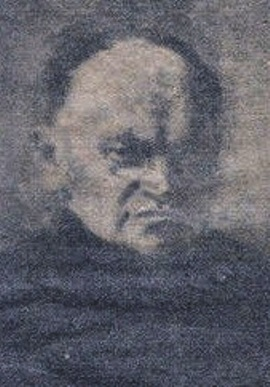
Peter Lippert, porträtiert von Leo Samberger

Peter Lippert SJ (* 23. August 1879 in  Altenricht bei Amberg, Oberpfalz; † 18. Dezember 1936 in Locarno) war ein römisch-katholischer Priester und Theologe.

## Leben
Peter Lippert wuchs mit acht Geschwistern in einer Bauernfamilie auf. Seiner Schulzeit am Königlich Humanistischen Gymnasium in Amberg folgte 1898 die Aufnahme im Priesterseminar in Regensburg. Am 30. September 1899 trat er in den Jesuitenorden ein. Die beiden Noviziatsjahre verbrachte er in Feldkirch. Weitere Studien in Exaten bei Roermond und in Valkenburg folgten. Bereits während des Studiums zeigte sich seine spekulative und literarische Begabung.
Am 28. August 1909 empfing er durch Bischof Hermann Döring SJ die Priesterweihe. Nach Abschluss seiner Studien kam er 1912 nach München als ständiger Mitarbeiter der Stimmen der Zeit. München blieb nun sein ständiger Wohnsitz.
Seine seelsorgerischen Impulse als feinsinniger Künder menschlichen Herzens vermittelte Lippert in Vorträgen, Aufsätzen, Büchern, Exerzitien, Radiopredigten, Korrespondenz und Sprechzimmertätigkeit. Seine Rede beim Münchener Katholikentag am 28. August 1922 war vielbeachtet. Für seine Auftritte suchte er sich meistens die Zentren der Großstädte aus, um möglichst zahlreiches Publikum erreichen zu können.
Seine seelsorgerischen Gespräche publizierte er 1924 in seinem Buch Von Seele zu Seele.
Im Jahr 1925 reiste er zur Heiligsprechung von Petrus Canisius erstmals nach Rom. 1929/30 folgte ein weiterer halbjähriger Aufenthalt in Rom am Bellarminkolleg, während dessen er sein Buch über die Kirche Christi vorbereitete. Ab 1930 wurde er wegen seiner Rundfunkpredigten weithin bekannt.
Infolge seiner schwachen Gesundheit verbrachte er den Winter 1936 in Locarno, wo er an einer Lungenentzündung starb. Sein Grab im Friedhof beim Missionshaus Bethlehem in Immensee ziert eine Herz-Jesu-Statue mit der Inschrift Ego vos semper custodiam (‚Ich werde Euch immer beschützen‘).
Karl Adam schrieb damals in seiner Würdigung: „Wir hatten im katholischen Deutschland keine Feder, die so diskret und zart, so einfühlend und psychologisch wahr, so glaubensfroh und stark zu schreiben wusste, wie die seine.“Quellenbeleg fehlt!
Lippert war Ehrenmitglied der Münchener katholischen Studentenverbindungen K.St.V. Südmark und K.St.V. Rheno-Bavaria, beide im KV.
Er ist nicht zu verwechseln mit dem gleichnamigen Professor für Moral- und Pastoraltheologie an der Philosophisch-Theologischen Hochschule in Hennef/Sieg.

## Werke (Auszug)
- Das Wesen des katholischen Menschen. München 1923.
- Die Sakramente Christi. Freiburg im Breisgau 1923.
- Von Seele zu Seele. Briefe an gute Menschen. Freiburg im Breisgau 1924.
- Ein Kind ist uns geboren. München, Ars Sacra Müller, 1927.
- Aus dem Engadin. Briefe zum Frohmachen. München 1929.
- Die Kirche Christi. Freiburg im Breisgau 1931.
- Von Festen und Freuden. München 1932.
- Zu Anfang seit dem Weltbeginn. München 1937.